# Franz Karg von Bebenburg
Franz Karg von Bebenburg (bürgerl. Franz-Theodor Freiherr Karg von Bebenburg; * 8. Januar 1910 in München; † 19. September 2003) war ein deutscher Verleger und völkischer Rechtsextremist sowie Anhänger der Ludendorff-Bewegung.

## Leben
Von Bebenburg wurde als Sohn des Philologen Theodor von Bebenburg (1874–1959) und seiner Frau Margarete, geb. Lahmeyer (1872–1952), in München geboren. Im Jahre 1933 heiratete Franz von Bebenburg Ingeborg von Kemnitz (1906–1970), die Tochter Mathilde Ludendorffs (1877–1966) aus deren erster Ehe mit dem Zoologen Gustav Adolf von Kemnitz. Er war zunächst als Buchhändler Generalvertreter des Verlags Ludendorff, München, der die Schriften des Weltkriegsgenerals Erich Ludendorff (1865–1937) und der völkischen Antisemitin Mathilde sowie die Zeitschrift Am heiligen Quell Deutscher Kraft bis 1939 herausgab.
Nach 1945 gründete er den Verlag Hohe Warte in Pähl als Einzelunternehmen und gab ab 1949 die Zeitschrift Der Quell wieder heraus. Mit dem ehemaligen Offizier Karl von Unruh gab von Bebenburg neue Schriften des völkisch-religiösen Bundes heraus. 1957 folgte wieder die Wochenzeitung Volkswarte.
Im Jahre 1959 wurde Bebenburg wegen eines Berichtes in der Zeitschrift „Der Quell“, die in seinem Verlag erschien, vor dem Amtsgericht der oberbayrischen Stadt Weilheim angeklagt. In diesem Bericht, der in Heft 1/1959 der genannten Zeitschrift erschien, werden die Aussagen einiger ägyptischer Studenten zitiert, die Westberlin besucht hatten und deren Namen nicht genannt werden. Insbesondere wurde folgendes Zitat beanstandet: „Zwei vor Haß gegen die Deutschen berstende Juden, Heinz Galinski und Joachim Lipschitz, tyrannisieren das rechtlos gemachte deutsche Volk in Westberlin.“ Dem Antrag der Staatsanwaltschaft, den Verleger zu sechs Monaten Gefängnis zu verurteilen, folgte das Gericht nicht. Der Prozess endete mit einem Freispruch.
1961 wurde die Zeitschrift von den Innenministern der Länder verboten, allerdings erfolgte 1965 eine Rücknahme dieses Verbotes. Bebenburg gab das Gesamtwerk und die Erinnerungen Mathilde Ludendorffs heraus. Auch gab er die Geschichte der Ludendorff-Bewegung heraus. Nach seinem Tod im Jahre 2003 wurde der Verlag mit wechselnden Geschäftsführern als GmbH weitergeführt.

## Schriften
- Stenographischer Bericht über das Spruchkammerverfahren gegen Frau Dr. Mathilde Ludendorff vom 23. November bis 16. Dezember 1949, Hohe Warte, Stuttgart o. J.
- mit Gunther Duda, Hartwig Golf, Wolfgang Seeger: Ludendorff. Studie eines Revolutionärs. Vom Leutnant zum General. Herrscher über ein Königreich. Politik und Weltanschauung im Denken Ludendorffs Leben und Persönlichkeit. Verlag Hohe Warte von Bebenburg, Pähl 1985, ISBN 3-88202-326-0.